# Direkte og indirekte valg
 Denne artikel bør gennemlæses af en person med fagkendskab for at sikre den faglige korrekthed.

Et direkte valg er et valg, hvor vælgerne stemmer direkte på nogen, mens et indirekte valg er et valg hvor vælgerne stemmer på en gruppe, og den gruppe så stemmer på nogen. Et valgmandskollegium er en type indirekte valg.
For eksempel er Folketinget direkte valgt, fordi vælgernes stemmer afgør hvordan Folketinget bliver sammensat.

## Eksempler

### Eksempler på direkte valg
I de fleste lande er parlamentet direkte valgt, men mange lande med tokammersystem har et direkte valgt underhus og et indirekte valgt overhus.

### Eksempler på indirekte valg
I lande med positiv parlamentarisme er det normen, at premierministeren bliver indirekte valgt af parlamentet.
USAs præsident bliver udpeget af valgmandskollegiet. Hver stat har et antal valgmandsstemmer, der afhænger af befolkningsstørrelse, med i alt 538. Hvert fjerde år i november afholdes der en "general election", hvor vælgerne stemmer på hvem de gerne vil have som præsident. Baseret på, hvilken kandidat der får flest stemmer i hver stat, fordeles valgmandsstemmerne mellem kandidaterne. Senere, i december, mødes valgmændene for at stemme om hvem der bliver præsident, og i januar mødes Kongressen for at optælle valgmændenes stemmer og certificere valget. Det er valgmændene i december, og ikke "general election"-resultatet i november, der afgør hvem der bliver præsident.